# Manu (província)
Manu é uma província do Peru localizada na região de Madre de Dios. Sua capital é a cidade de Salvación.

## Distritos da província
- Fitzcarrald
- Huepetuche
- Madre de Dios
- Manu